# یاهو (یاهو)

یاهو شهری در شهرستان یاهو در استان باله در بورکینافاسوی جنوبی است و جمعیت آن ۳۵۸۳ نفر است.